# درکان (چادگان)
درکان (چادگان)، روستایی از توابع بخش مرکزی شهرستان چادگان در استان اصفهان ایران است.

## جمعیت
این روستا در دهستان کبوترسرخ قرار دارد و براساس سرشماری مرکز آمار ایران در سال ۱۳۸۵، جمعیت آن ۶۲ نفر (۱۸خانوار) بوده‌است.